# Dimona
Dimona (hebräisch דימונה Dīmōnah [di'mɔna], arabisch ديمونة, DMG Dīmūna) ist eine israelische Stadt mit 34.135 Einwohnern (2018) im Südbezirk Israels. Sie befindet sich im nördlichen Teil der Wüste Negev. Sie wurde nach einer gleichnamigen biblischen Stadt im Stammesgebiet Juda benannt (Josua 15,22).

## Geschichte
Die Stadt wurde am 19. September 1955 als Entwicklungsstadt für die Aufnahme von jüdischen Neueinwanderern in einem flachen und vegetationslosen Gelände gegründet. Vorgesehen war sie wegen ihrer Höhenlage von etwa 600 m über NN und der dadurch vergleichsweise niedrigen Temperaturen vor allem für Arbeiter der Kaliwerke am Toten Meer.
Von großer Bedeutung war die Textilindustrie. Nachdem dieser Erwerbszweig in den 1980er und 1990er Jahren einbrach, litt die Stadt zunehmend an Arbeitslosigkeit. Bis heute noch versucht die Stadt, sich von diesem schweren Schlag zu erholen.
Am 4. Februar 2008 war ein Einkaufszentrum in Dimona Ziel eines palästinensischen Selbstmordanschlags, bei dem drei Personen getötet und mindestens elf weitere verletzt wurden.
Am 9. Juli 2014 schlugen drei M75-Raketen in der Nähe von Dimona ein. Sie wurden von den Essedin-al-Kassam-Brigaden der islamistischen palästinensischen Terrororganisation Hamas abgefeuert. Ziel war das Kernforschungszentrum Negev.

## Verkehr
Die Stadt liegt an der Nationalstraße 25 (hebräisch 25 כְּבִישׁ לְאֻמִּי Kvīsch Ləʾummī ) von Beʾer Scheva Richtung Eilat. Alle Autobusse vom Landeszentrum nach Eilat machen Halt in Dimona.
Die Stadt ist an das Bahnnetz der Israel Railways angeschlossen. Seit dem 17. Dezember 2005 besteht wieder eine Verbindung im Personenverkehr nach Beʾer Scheva und dort Anschluss nach Norden und zum Landeszentrum. Bis Ende 2005 verkehrten nur Güterzüge. Diese erschließen drei Industriegebiete und Phosphatminen östlich und südöstlich der Stadt über zwei Zweigstrecken. Außerdem werden hier Mineralien des Toten Meeres abgefahren. Eine Strecke verläuft östlich von Dimona nach Rotem. Die zweite Strecke verläuft südöstlich von Dimona zu den Minen und Industriegebieten von Oron und Zin. Von Zin aus könnte in Zukunft eine Strecke nach Eilat und zum Toten Meer weitergebaut werden.

## Bauwerke

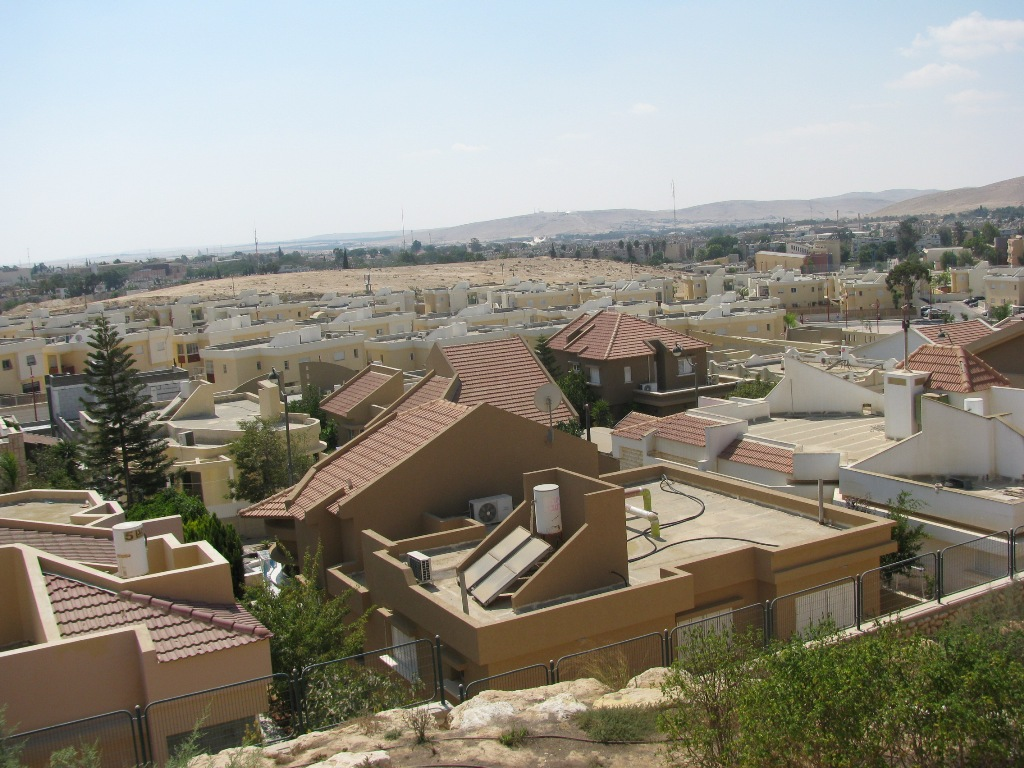
Blick über die Dächer älterer Wohnhäuser in Dimona

Die 400 Meter hohen Türme der Radaranlage Dimona sind die höchsten Bauwerke Israels.

## Städtepartnerschaften
- Andernach, Rheinland-Pfalz, Deutschland, seit 1975
- Sinaia, Rumänien
- Wuwei, China, seit 2010

## Söhne und Töchter der Stadt
- Roni Ben-Hur (* 1962), Jazzmusiker
- Eddie Butler (* 1971), Sänger
- Kfir Edri (* 1976), Fußballspieler
- Yossi Benayoun (* 1980), Fußballspieler
- Lucy Aharish (* 1981), Journalistin und Nachrichtensprecherin

## Atomreaktor bei Dimona
Bekannt ist Dimona in erster Linie wegen seines Atomreaktors im Negev Nuclear Research Center, der 13 Kilometer südöstlich entfernt mit französischer Hilfe erbaut wurde. Israel nannte das Nuclear Research Center jahrelang eine Textilfabrik und hielt den wahren Zweck geheim. Die Forschungsstätte gilt auch als Entwicklungslabor für israelische Atomwaffen. Am 29. August 2018 wurde die Forschungsstätte in Schimon-Peres-Kernforschungszentrum im Negev umbenannt.

## Schwarze Hebräer
In einem Stadtteil von Dimona leben heute Anhänger der afroamerikanischen Gemeinschaft der African Hebrew Israelites of Jerusalem. Die African Hebrew Israelites of Jerusalem (auch Black Hebrews genannt) sehen sich als Nachkommen der verlorenen Stämme Israels an. Die religiöse Gruppe siedelte Ende der 1960er Jahre von den Vereinigten Staaten über Liberia nach Israel. Die meisten von ihnen leben in Städten in der Negev-Wüste, hauptsächlich in Dimona, aber auch in Arad und Mitzpe Ramon. Die Mitglieder der Gemeinschaft (zu denen auch Mitglieder der Band The Soul Messengers gehören) besitzen nicht die israelische Staatsbürgerschaft, jedoch ein ständiges Aufenthaltsrecht. Im Jahr 2003 gab es zwischen 1500 und 2000 schwarze Hebräer in Israel.
Entsprechend ihrer Auslegung der Tora und entgegen der rabbinischen Ordnung praktizieren die Männer hier Polygamie.